# Acacia debilis
Acacia debilis är en ärtväxtart som beskrevs av Mary Douglas Tindale. Acacia debilis ingår i släktet akacior, och familjen ärtväxter. Inga underarter finns listade i Catalogue of Life.